# Celebrimbor
Celebrimbor es un personaje ficticio que pertenece al legendarium creado por el escritor británico J. R. R. Tolkien y que aparece en su novela El Silmarillion. Hace su primera aparición en Nargothrond, donde había llegado a vivir su padre Curufin, hijo de Fëanor. Es un poderoso herrero, quien cumple una parte importante en la forja de los Anillos de Poder y la Guerra de los Elfos contra Sauron. Nace en la Primera Edad del Sol, después del Retorno de los Noldor. 
El nombre de Celebrimbor significa «puño de plata».

## Historia
La historia de Celebrimbor en la Primera Edad del Sol es incierta; como se menciona anteriormente, hace su primera aparición en El Silmarillion, cuando Curufin intenta apoderarse del trono de Nargothrond, antes de la partida de Finrod, de la cual nunca volvería. Curufin y su hermano Celegorm (tío de Celebrimbor) son expulsados de Nargothrond, pero Celebrimbor se queda en esta ciudad. 
De Celebrimbor no volvemos a saber hasta la llegada de la Segunda Edad del Sol, en la que el elfo se convierte en el principal de los herreros de Eregion llamados Gwaith-i-Mírdain. La habilidad de los Mírdain es de renombre, principalmente la de Celebrimbor; entre sus obras se cuentan la Elessar (la piedra del elfo que da Galadriel a Aragorn), y los Anillos de Poder. 
Celebrimbor se hace amigo de los enanos de Khazad-dûm gracias a su habilidad como artífice. 
Este personaje es conocido por ser leal de corazón, y cuando aparece un misterioso caminante en Eregion, llamado por sí mismo Annatar, quien dijo que se contaba entre los maiar de Aulë, lo acepta por quien dice que es, y acepta su ayuda. Annatar demostró ser realmente hábil, y combinó sus conocimientos con las habilidades de los Noldor, que juntos crearon los Anillos del Poder. 
Se dice que los Anillos del Poder eran artefactos muy fuertes, pero el propósito final de los Noldor era la comprensión de todas las cosas para mantenerlas incólumes hasta el fin de los días, aunque había anillos con otros poderes. 
Celebrimbor mismo entregó un anillo a Durin III de Khazad-dûm. En la cúspide de su conocimiento, Celebrimbor, sin la ayuda de Annatar, crea tres anillos muy poderosos que tenían el poder de curar las heridas del mundo; eran los tres Anillos de los Elfos: Vilya, Nenya y Narya. 
Es en este momento y por los mismos poderes imbuidos por Celebrimbor a los anillos, que se da cuenta de que Annatar sí era un maia de Aulë, pero no con ese nombre, sino con uno más terrible: Sauron, un antiguo enemigo de los Eldar, a quien llamaban Gorthaur el Cruel.
Celebrimbor y los demás elfos de Eregion se dan cuenta cuando Sauron se coloca en el dedo el Anillo Único, forjado en el Monte Orodruin, objeto al cual el Maia había transferido gran parte de su propio poder y que tenía como fin dominar a los otros anillos.
Es entonces cuando Celebrimbor mismo se interna en la tarea de entregar los Tres, los más poderosos de los Anillos, a los más poderosos de la Tierra Media, quienes eran Galadriel y Gil-Galad. Sauron se entera de esta rebelión y se muestra tal como es, marcha con su negra figura desde la tierra de Mordor, asolando todo lo que encuentra a su paso: su objetivo era la casa de los Mírdain, donde sabía que se podía apoderar de más de uno de los anillos. 
El objetivo final de Sauron con los anillos era apoderarse y controlar a los Noldor, con quienes estaba el verdadero y más grande poder en la Tierra Media, gracias a sus habilidades y su sabiduría. Esta situación no cambiaría en la Tercera Edad. Cuando Sauron llegó a Ost-in-Edhil, la principal ciudad de Eregion, Celeborn hizo una salida, pero fue rechazado, y el ejército de los Noldor le fue imposible entrar de nuevo a la ciudad, que fue asediada. Los Mírdain montaron una defensa desesperada, pero fueron abatidos por el mismo Sauron, quien entró en la casa y se apoderó de muchos artefactos de los Mírdain, entre otros, nueve de los anillos de Poder.
A Celebrimbor no lo asesinó, sino que lo torturó incansablemente hasta cuando supo donde estaban los anillos de los Enanos (ya que fue Celebrimbor y los Noldor quienes dieron los anillos a los señores Enanos, no Sauron). De los tres no le logró sacar ninguna información, así que, invadido por la cólera, mató a Celebrimbor y lo hizo colgar de una lanza, y marchó con su cadáver como estandarte contra el recién llegado ejército de Lindon comandado por Elrond. 
Sauron supo entonces que los tres habían sido dados a Galadriel y a Gil-Galad, pero no tenía la fuerza para acabar con ellos. Sauron nunca llegó a apoderarse de los tres, por los cuales Celebrimbor murió, acabando con su ambición de conquistar el Norte y destruir los reinos elfos.

## En otros medios
En la serie de televisión de Amazon Prime, The Lord of the Rings: The Rings of Power, estrenada en 2022, el actor Charles Edwards da vida a Celebrimbor.